# Сохачев
Соха́чев (пол. Sochaczew) — город в Польше, на правом берегу реки Бзура. Входит в Мазовецкое воеводство, Сохачевский повет. Имеет статус городской гмины. Занимает площадь 26,13 км². Население — 37 910 человек (на 2004 год).

## История
В январе 1945 года в боях за город Сохачев погиб старшина Александр Бочкарёв. За свой подвиг он был представлен к званию Героя Советского Союза.
В январе 1945 года в городе Сохачев из концентрационного лагеря были освобождены советские граждане: военные — 250, гражданские — 180 человек.

## Факты
- От станции Сохачев идет автобус в Желязову-Волю, где в имении графа Скарбека в 1810 году родился Фредерик Шопен, великий польский композитор и пианист (ныне в бывшем имении находится музей Фредерика Шопена).

- На территории Сохачева впадают в Бзуру реки Пися и Утрата.

## Известные уроженцы
- Варшавский, Ойзер (1898—1944) — еврейский писатель, эссеист.

## Фотографии

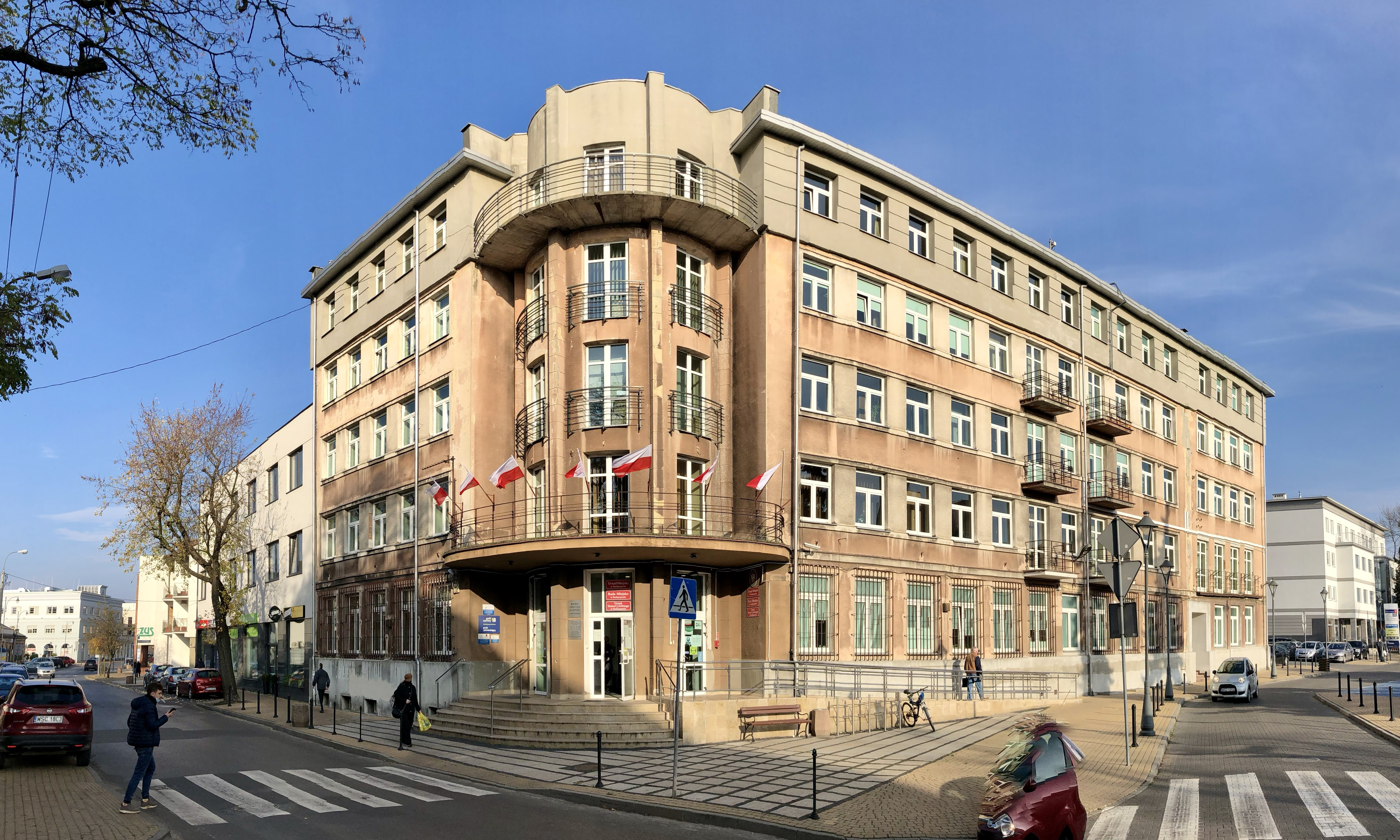
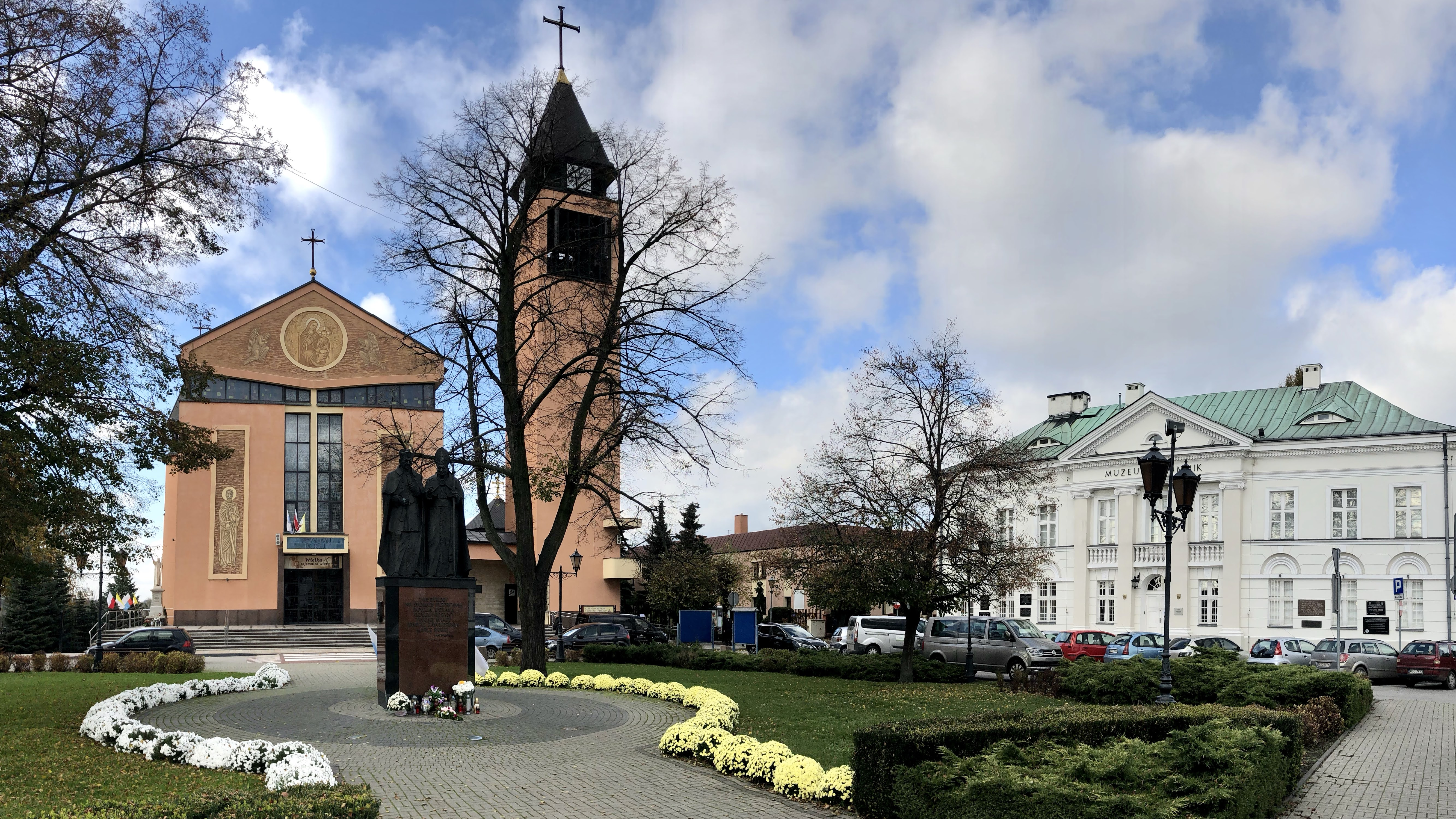
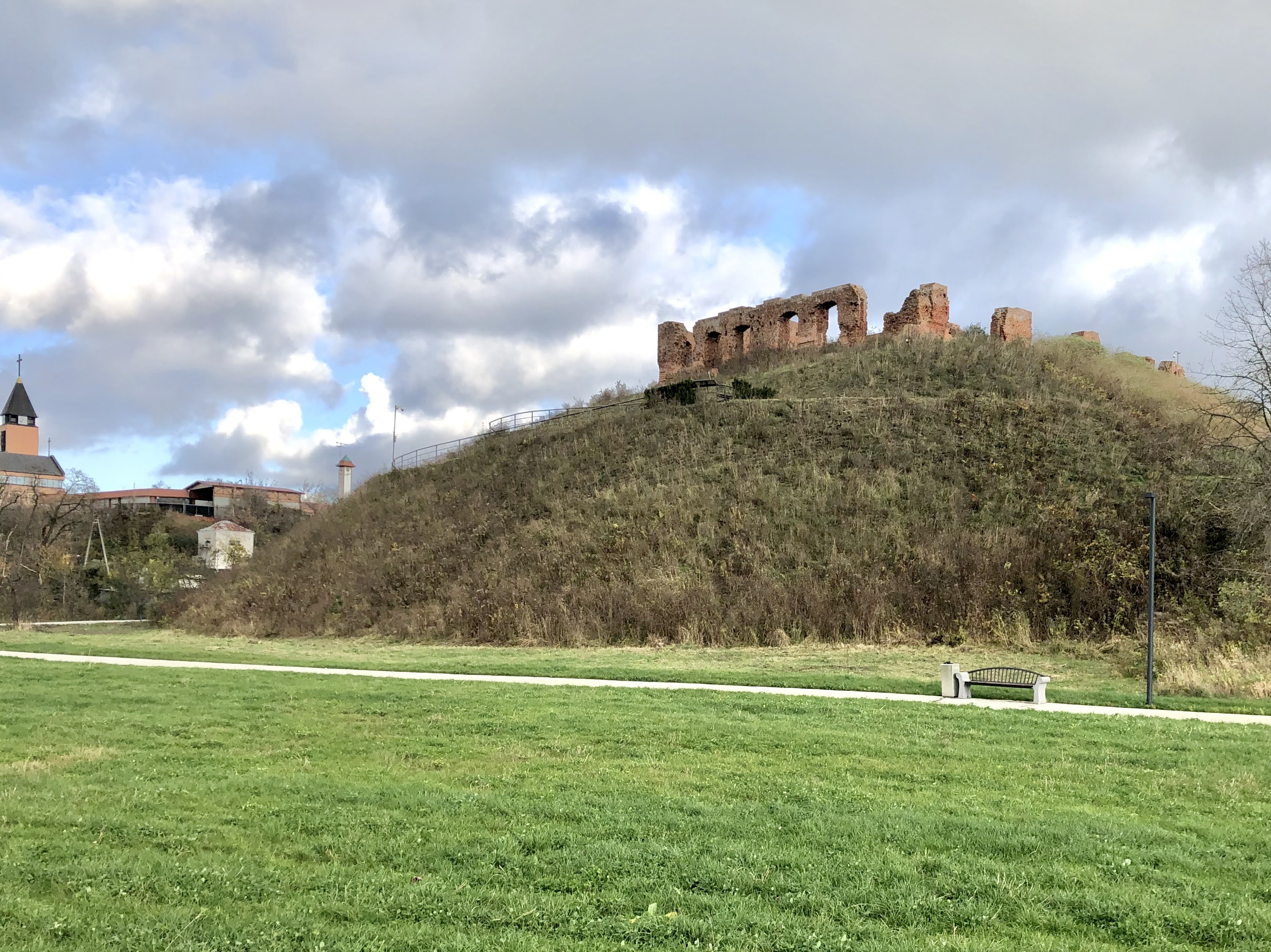
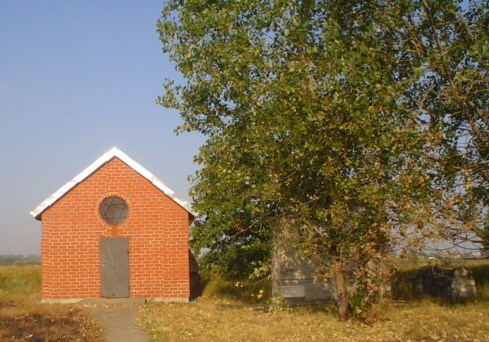